# Ashbyia lovensis
Ashbyia lovensis là một loài chim trong họ Meliphagidae.